# فريدريك فوغل (أستاذ جامعي)
فريدريك فوغل (بالألمانية: Friedrich Vogel)‏ هو عالم وراثة ألماني، ولد في 6 مارس 1925 في برلين في ألمانيا، وتوفي في 5 أغسطس 2006 في هايدلبرغ في ألمانيا.